# Noble M600
La Noble M600 è una vettura sportiva inglese prodotta dalla Noble Automotive con sede in Leicestershire. Costruita interamente a mano presenta un telaio in acciaio e fibra di carbonio ed è dotata di un propulsore con architettura V8 dotato di doppio turbocompressore.

## Caratteristiche tecniche
Il propulsore impiegato nella M600 è il V8 Volvo B8444S di 4,4 litri di cilindrata che equipaggia sia il SUV Volvo XC90 che la berlina Volvo S80. A tale motore, costruito in Giappone da Yamaha su specifiche Volvo, vengono aggiunti due turbocompressori prodotti dalla Garrett nei quali è possibile modificare la pressione di sovralimentazione.
Sono quindi presenti tre diversi settaggi ai quali corrispondono tre diverse potenze massime erogate dal motore. La potenza "base" è di 450 CV associata ad una pressione di sovralimentazione di 0,6 bar. 
Il livello medio di potenza è di 550 CV con 0,8 bar mentre il livello massimo di potenza raggiunge i 650 CV con una sovrapressione di 1 bar. Un interruttore all'interno del veicolo permette di scegliere tra uno dei tre livelli di potenza. La vettura è sprovvista dell'ESP e dell'ABS; è equipaggiata solo con un dispositivo per il controllo della trazione denominato Traction Control disinseribile manualmente. Come altre vetture di questo genere, per via della normativa anti-inquinamento, la Noble M600 non è omologata per il mercato statunitense.
Il rapporto di compressione è pari a 9.50:1 mentre la trasmissione, di tipo transaxle, è affidata a un cambio manuale a 6 marce prodotto dalla azienda italiana Oerlikon Graziano.

## Prestazioni
- Accelerazione 0–100 km/h in 3.0 secondi
- Accelerazione 0–160 km/h in 6.5 secondi
- Accelerazione 0–200 km/h in 8.9 secondi
- Velocità massima 362 km/h

## Versioni speciali

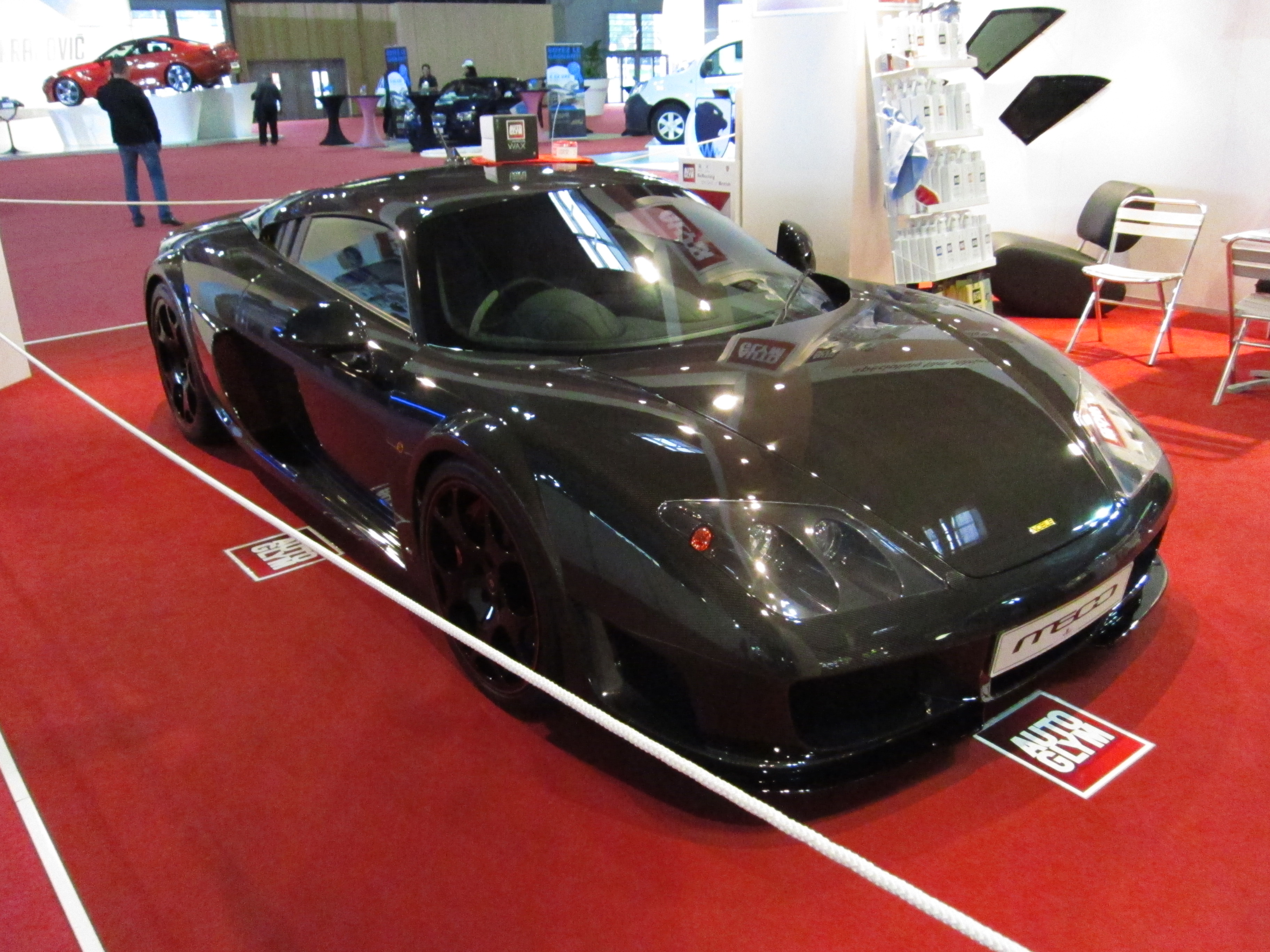
Una Noble M600 CarbonSport

### Noble M600 CarbonSport
Presso l'Autosport International racecar di Birmingham del 2013 la Noble ha presentato una versione speciale della M600, denominata CarbonSport. Meccanicamente identica alla versione standard, vi si differenzia per la colorazione e gli interni carbon-look.